# Макс Зімон
Макс Зімон (нім. Max Simon; 6 січня 1899, Бреслау — 1 лютого 1961, Люнен) — німецький офіцер Ваффен-СС, группенфюрер СС і генерал-лейтенант Ваффен-СС, кавалер Лицарського хреста Залізного хреста з Дубовим листям.

## Біографія

### Ранні роки
Макс Зімон народився 6 січня 1899 року в місті Бреслау. Був учасником Першої світової війни. Служив капралом у 1-му лейб-кірасирському полку «Великий курфюрст». У 1919 році в складі загонів Добровольчого корпусу брав участь у боях з поляками в Сілезії. При демобілізації з армії залишений в рейхсвері, у 1929 році вийшов у відставку.
1 травня 1933 року Зімон вступив до СС (службове посвідчення № 83 086), а потім до НСДАП (партійний квиток № 1 359 576). У 1934 році переведений на службу в інспекторат концтаборів і 9 листопада призначений командиром охорони СС концтабору Заксенгаузен. 15 вересня 1935 року переведений у 1-й полк з'єднань СС «Тотенкопф» «Верхня Баварія». З 1 травня 1937 року командир 1-го штурмбанна, з 10 липня — всього полку.

### Друга світова війна
Макс Зімон взяв участь у Польській, Французькій кампаніях і в боях на Східному фронті. 8 липня 1941 року був поранений. Під час боїв у Дем'янському котлі був старшим полковим командиром. Неодноразово заміщав Айке на посаді командира дивізії. З 15 травня по 22 жовтня 1943 року був командиром 3-ї танкової дивізії СС «Тотенкопф».
3 жовтня 1943 року призначений командиром 16-ї панцергренадерської дивізії СС «Рейхсфюрер СС». Влітку 1944 року солдати його дивізії в Арно розстріляли понад 2 700 італійців. З 24 жовтня 1944 року і до кінця війни командував XIII армійським корпусом СС на Західному фронті. У травні 1945 року здався англійцям.

### Життя після війни
За участь у каральних операціях в Італії Зімон на процесі британського військового трибуналу в Падуї засуджений 26 червня 1947 року до страти, заміненою потім довічнем тюремним ув'язненням. У 1954 році був звільнений. У жовтні 1955 року німецьким судом в Ансбаху розпочато розслідування дій Зімона в квітні 1945 року в Бретгаймі. Однак через смерть Зімона процес так і не відбувся — він помер 1 лютого 1961 року в місті Люнен.

## Звання
- Гауптштурмфюрер СС (16 лютого 1935)
- Штурмбаннфюрер СС (15 вересня 1935)
- Оберштурмбаннфюрер СС (12 вересня 1937)
- Штандартенфюрер СС (11 вересня 1938)
- Оберфюрер СС (1 вересня 1941)
- Бригадефюрер СС і генерал-майор Ваффен-СС (1 грудня 1942)
- Группенфюрер СС і генерал-лейтенант Ваффен-СС (20 квітня 1944)

## Нагороди
- Орден «За військові заслуги» (Болгарія) (17 серпня 1918)
- Залізний хрест 2-го класу (31 липня 1919)
- Сілезький Орел 2-го і 1-го ступеня (13 серпня 1919) — отримав 2 нагороди одночасно.
- Почесний хрест ветерана війни з мечами
- Німецька імперська відзнака за фізичну підготовку в сріблі
- Спортивний знак СА в бронзі
- Кільце «Мертва голова»
- Почесна шпага рейхсфюрера СС
- Медаль «У пам'ять 13 березня 1938 року»
- Медаль «У пам'ять 1 жовтня 1938» із застібкою «Празький град»
- Орден Заслуг (Угорщина), офіцерський хрест (1 квітня 1939)
- Застібка до Залізного хреста 2-го класу (13 вересня 1939)
- Данцизький хрест 1-го класу
- Орден Корони Італії, офіцерський хрест (6 грудня 1939)
- Залізний хрест 1-го класу (3 травня 1940)
- Штурмовий піхотний знак в бронзі
- Нагрудний знак «За поранення» в чорному
- Лицарський хрест Залізного хреста з Дубовим листям
  - Лицарський хрест (20 жовтня 1941) як оберфюрер СС і командир 1-го піхотного полку СС «Тотенкопф»
  - Дубове листя (№ 639) (28 жовтня 1944) як группенфюрер СС і генерал-лейтенант Ваффен-СС і командир 16-ї панцергренадерської дивізії СС «Рейхсфюрер СС»
- Медаль «За зимову кампанію на Сході 1941/42» (13 липня 1942)
- Дем'янський щит (31 грудня 1943)
- Відзначений у Вермахтберіхт (21 липня 1944)
- Німецький хрест в золоті (9 жовтня 1944) як группенфюрер СС і генерал-лейтенант Ваффен-СС і командир 16-ї панцергренадерської дивізії СС «Рейхсфюрер СС»